# Werner Jarowinsky

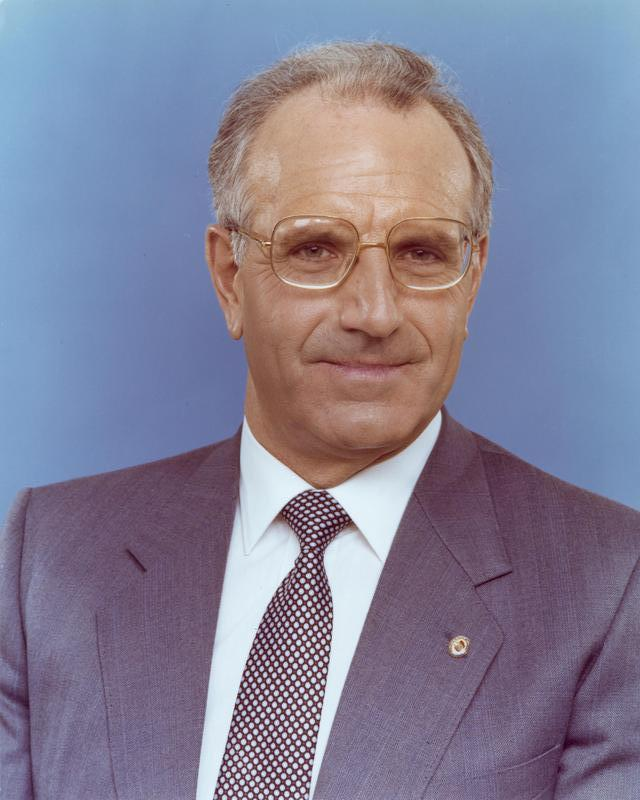
Werner Jarowinsky (1983)

Werner Jarowinsky (* 25. April 1927 in Leningrad; † 22. Oktober 1990 in Berlin) war ein Politiker (SED) der DDR. Er war Mitglied des Politbüros des Zentralkomitees der SED.

## Leben
Jarowinsky war der Sohn eines Arbeiters, der in der Sowjetunion arbeitete. Nach dem Tod des Vaters ging die Familie Jarowinsky in den 1930er Jahren zurück nach Deutschland. Jarowinsky besuchte die Volksschule und absolvierte von 1941 bis 1943 eine Ausbildung zum Industriekaufmann. Während des Zweiten Weltkriegs leistete er bis 1945 Kriegsdienst in der Wehrmacht. Beim Reichsarbeitsdienst begegnete der Siebzehnjährige 1944 dem gleichaltrigen Hans-Dietrich Genscher.
Nach dem Krieg trat er 1945 der KPD und 1946 der Sozialistischen Einheitspartei Deutschlands (SED) bei. Er wurde Jugendfunktionär in Zeitz und war Angestellter bei der Volkspolizei. Zugleich absolvierte er die Vorstudienanstalt in Halle (Saale) und legte 1947 das Abitur ab. Von 1948 bis 1951 studierte er an der Martin-Luther-Universität Halle-Wittenberg und der Humboldt-Universität zu Berlin Wirtschafts- und Rechtswissenschaft. Von 1951 bis 1956 war er Dozent an der Humboldt-Universität. 1956 erfolgte seine Promotion an der Wirtschaftswissenschaftlichen Fakultät der Universität Leipzig mit der Arbeit Die Funktionen der Planung des sozialistischen Handels der Deutschen Demokratischen Republik und die Grundlagen der staatlichen Einzelhandelsumsatzplanung.
1956 wurde er Leiter des Forschungsinstituts für den Binnenhandel in Ost-Berlin und 1957 Leiter einer Hauptverwaltung im Ministerium für Handel und Versorgung der DDR. Ab 1959 war er Stellvertreter des Ministers für den Bereich Industriewaren und von Februar 1961 bis Oktober 1963 Staatssekretär und Erster Stellvertreter des Ministers für Handel und Versorgung als Nachfolger von Franz Fillinger. Im Januar 1963 wurde er auf dem VI. Parteitag der SED zum Mitglied des Zentralkomitees und Kandidaten des Politbüros gewählt. Am 1. November 1963 erfolgte seine Wahl zum Sekretär des ZK der SED mit der Verantwortung für Handel und Versorgung, später auch für Kirchenfragen. Von Mai 1984 bis Dezember 1989 war er Mitglied des Politbüros des ZK der SED. Von 1963 bis 1990 gehörte er als Mitglied der SED-Fraktion der Volkskammer an und war von 1971 bis 1989 Vorsitzender des Ausschusses für Handel und Versorgung.

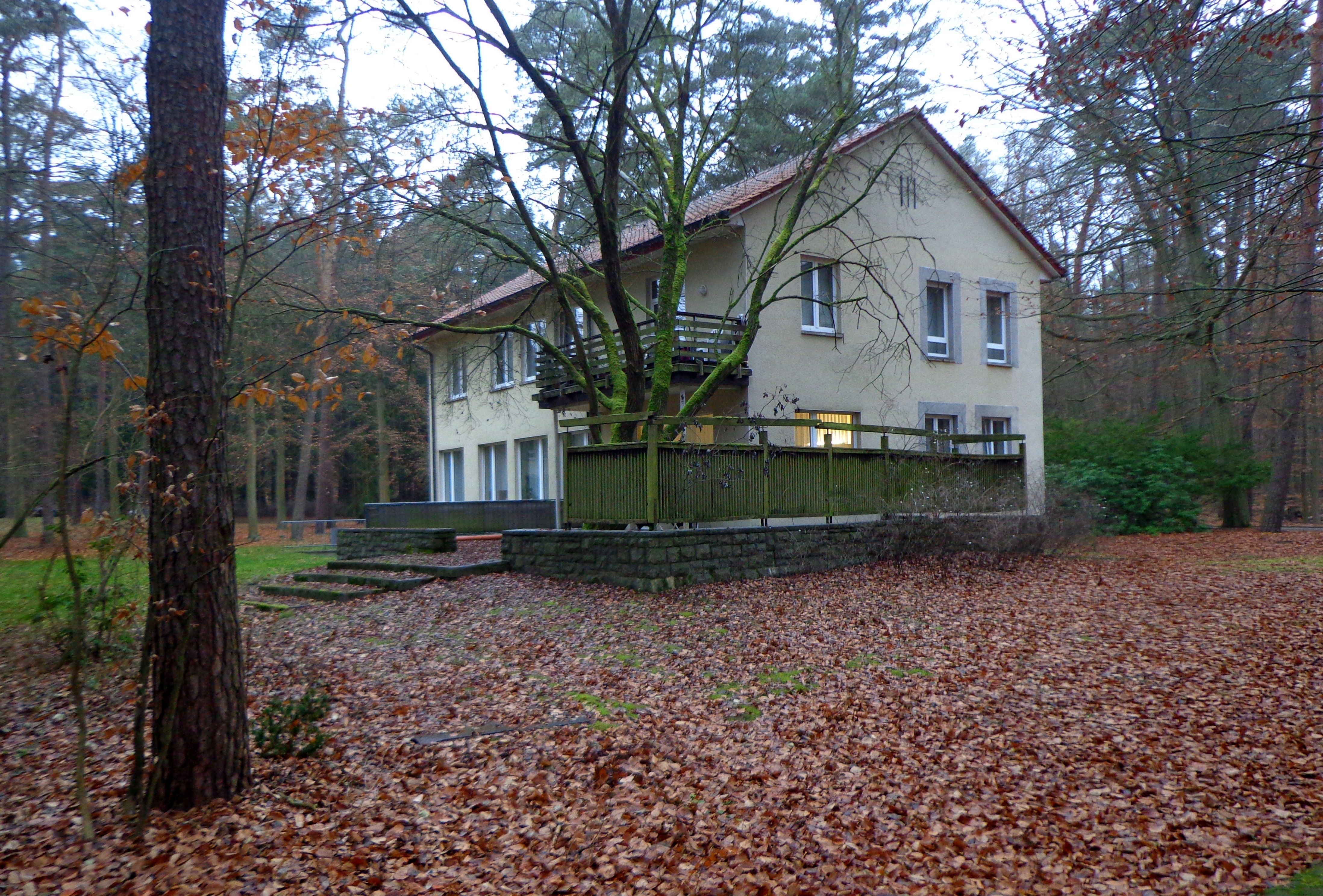
Waldsiedlung Wandlitz, das einst von Jarowinsky und Edith Baumann bewohnte „Haus 15“

Jarowinsky war Ende der 1980er Jahre auch DDR-Vertreter in der Prager Redaktion der Zeitschrift der von Moskau geführten kommunistischen Weltbewegung Probleme des Friedens und des Sozialismus. Er wandte sich entschieden gegen die von seinen sowjetischen Kollegen geforderte Wende der Zeitschrift zu Glasnost, Pluralismus und Meinungsfreiheit.
Im November 1989 übte er Kritik an der SED-Herrschaft in der DDR. Er wurde stellvertretender Präsident der Volkskammer und Vorsitzender der SED- bzw. SED-PDS-Fraktion. Am 10. Januar 1990 schied er aus der Volkskammer aus und wurde am 20. Januar aus der SED-PDS ausgeschlossen.
Jarowinsky wurde 1977 und 1987 mit dem Karl-Marx-Orden ausgezeichnet.

## Schriften
- Wesen, Funktionen und Hauptaufgaben des Binnenhandels in der Deutschen Demokratischen Republik (= Schriftenreihe Der Handel Heft 1). Verlag Die Wirtschaft, Berlin 1955.
- Die Funktionen der Planung des sozialistischen Handels der Deutschen Demokratischen Republik und die Grundlagen der staatlichen Einzelhandelsumsatzplanung. Leipzig 1956.
- Über die Durchführung des neuen ökonomischen Systems der Planung und Leitung der Volkswirtschaft im Binnenhandel in Verbindung mit der Verwirklichung des Volkswirtschaftsplanes 1965. Aus einem Referat [7. Tagung des Zentralkomitees der Sozialistischen Einheitspartei Deutschlands, 2.–5. Dezember 1964]. Dietz, Berlin 1964.
- Bericht des Politbüros an die 12. Tagung des Zentralkomitees der Sozialistischen Einheitspartei Deutschlands, 12./13. Dezember 1969. Dietz, Berlin 1969.
- Aus dem Bericht des Politbüros an die 16. Tagung des ZK der SED 26./27. November 1975. Dietz, Berlin 1975.
- Alles für das Wohl des Volkes. Ausgewählte Reden und Aufsätze. Dietz, Berlin 1987, ISBN 3-320-00939-7.